# Campanula expansa
Campanula expansa là loài thực vật có hoa trong họ Hoa chuông. Loài này được Rudolph mô tả khoa học đầu tiên năm 1809.